# پوئنت دو واسون
پوئنت دو واسون (به لاتین: Pointe de Vouasson) یک کوه در سوئیس است که در کانتون وله واقع شده‌است. پوئنت دو واسون ۳٬۴۹۰ متر بالاتر از سطح دریا واقع شده‌است.